# Tagesschau
Tagesschau är en tysk nyhetssändning i ARD som produceras av ARD-aktuell och som visas flera gånger dagligen i tv-kanalen Das Erste. Dess viktigaste sändning är huvudsändningen klockan 20, som även visas i de tyska tredjekanalerna (regionala sändare inom ARD) samt Phoenix, 3Sat, EinsPlus och EinsExtra. Tagesschau är Tysklands äldsta TV-nyhetsprogram och har sänts sedan 26 december 1952. Tagesschau har sin studio hos Norddeutscher Rundfunk i Hamburg. Programmet inleds traditionellt med en gonggong i vinjetten.